# Mesoiulus bulgaricus
Mesoiulus bulgaricus är en mångfotingart som beskrevs av Gulicka 1967. Mesoiulus bulgaricus ingår i släktet Mesoiulus och familjen kejsardubbelfotingar. Inga underarter finns listade i Catalogue of Life.